# I pescatori di balene
I pescatori di Balene è un romanzo di Emilio Salgari pubblicato in volume nel 1894 da Treves con illustrazioni di Gennaro Amato. In precedenza l'editore lo aveva fatto uscire sul settimanale Giornale dei fanciulli in 26 puntate, dal 6 luglio al 28 dicembre 1893.